# 청봉악단
청봉악단(靑峰樂團, 영어: Chongbong Band)은 조선민주주의인민공화국의 악단이다. 조선중앙통신은 2015년 7월 28일 '청봉악단' 창단 소식을 보도하면서 금관악기 위주의 경음악단이며 왕재산예술단 연주자들을 중심으로 결성되었다고 소개하였다. 통신은 또한 이 청봉악단이 김정은 제1위원장의 원대한 구상과 직접적인 발기에 의해 창단되었다고 설명하며, 신생 청봉악단에 대해서 '혁명적인 예술단'이라며 "사상의 척후대, 혁명의 나팔수 그리고 사상적 기수"의 역할을 강조하였다. 2015년 8월 31일 러시아의 모스크바 차이코프스키 음악당에서 공훈국가합창단과 합동으로 첫 공연을 선보였으며, 이후 평양에서 2015년 10월 11일 노동당 창건 70주년 기념공연을 하였다.

## 창단 배경
조선중앙통신의 보도에 의하면, 청봉악단 창단 배경과 관련하여 김정은은 "비상히 높아진 인민의 지향과 문화 정서적 요구를 깊이 통찰하고 예술 부문의 침체와 부진을 불사르는 척후대 역할을 수행할 새로운 악단이 필요했다"고 설명하였다. 또 김정은은 새로운 예술창조집단의 이름을 김일성의 '항일혁명투쟁사'와 직결시켜 '청봉악단'으로 하고 악단의 음악 장르, 편성 그리고 연주 형식과 소리 형상 수법에 이르기까지 구체적인 지도를 하였다고 통신은 보도하였다. 청봉은 백두산 동남부에 있는 이른바 혁명 성지로, 김일성이 1930년대 항일 빨치산 활동을 하던 곳이라고 한다.

## 악단의 특징
청봉악단에는 김정일 국방위원장 시절부터 인기를 누린 왕재산예술단의 연주자들이 다수 포함되어 있으며, 바이올린같은 현악기에 색소폰, 트럼펫 등 금관악기를 더한 경음악과 여성 가수들의 노래를 무대에 선보이고 있다. 그리고 청봉악단의 가수들은 '그리스 여신'같은 모습의 상아색 또는 검은색 드레스 차림으로 노래를 하는데 멤버 별로 드레스의 디자인을 달리하며 또한 다채로운 장신구로 개성을 살렸다. 이에 반해 모란봉악단은 통일된 군복 스타일의 미니스커트 차림으로 화려한 율동을 선보이곤 한다. 모란봉악단은 화려함, 청봉악단은 우아함으로 주목을 끌고 있다는 것이다. 그러나 2016년 5월 11일 공연부터 청봉악단의 가수들은 군복은 아니지만 모란봉악단처럼 동일한 제복 그리고 비교적 짧은 스커트를 입고 무대에 오르면서 이전의 우아함에서 벗어나 율동적인 안무도 곁들이고 있다.
강동완 동아대 정치외교학과 교수는 KBS와의 인터뷰에서 "모란봉악단과 청봉악단이 북한의 사상성을 대표하는 쌍두마차 역할을 하면서 주민들에게 정권의 정당성과 지지도를 결속시킬 수 있는 음악정치의 선봉대로서 역할을 한다"고 설명하였다.

## 악단의 구성원

### 연주자
- 김수명(바이올린, 악장) : 예전 왕재산경음악단, 은하수관현악단 연주자. 은하수관현악단 시절 악장 문경진에 이은 No 2. 2013년 4월 8일 공훈배우 칭호받음.[14]
- 백현희(바이올린) : 예전 은하수관현악단 연주자.
- 박명진(바이올린) : 예전 은하수관현악단 연주자.
- 서국성(바이올린, 비올라) : 예전 은하수관현악단 연주자.
- 황승철(색소폰, 클라리넷, 오보에, 플룻) : 예전 왕재산경음악단 연주자. 2015 ~ 2016년 청봉악단 참여, 이후 악단을 떠나 공훈국가합창단의 공연에서 모습을 보임.
- 알려지지 않음(색소폰, 클라리넷) : 2017년 7월 공연에 첫 모습을 보임.
- 김철준(트럼펫) : 예전 은하수관현악단 연주자. 2015 ~ 2016년 청봉악단 참여, 이후 악단을 떠나 공훈국가합창단에서 모습을 보임
- 알려지지 않음(트럼펫) : 2017년 7월 공연에 첫 모습을 보임.
- 알려지지 않음(트롬본) : 2015년 10월 ~ 2016년 5월 공연까지 청봉악단 참여.
- 알려지지 않음(트롬본) : 2016년 8월 공연에 첫 모습을 보임. 이후 2017년 7월 공연에 참여.
- 알려지지 않음(여성, 기타)
- 알려지지 않음(여성, 베이스) : 2015년 10월 ~ 2016년 5월까지 청봉악단 무대에 모습을 보였으나, 이후 악단을 떠나 2016년 12월 ~ 2017년 7월 모란봉악단 공연에 모습을 보임.
- 전혜련(베이스) : 2013년 4월 ~ 2016년 5월 공연까지 모란봉악단 단원이었으나 2016년 8, 9월 청봉악단 공연에 참가. 이후 공훈국가합창단으로 옮김. 2017년 9월 ~ 12월 모란봉악단의 지방순회 공연에 참여.
- 알려지지 않음(남성, 베이스) : 5현 베이스 주자로 2017년 7월 공연에 첫 출연.
- 김선아(바얀)
- 여심(피아노) : 예전 은하수관현악단 연주자.
- 알려지지 않음(남성, 신디사이저) : 2017년 7월 공연에 첫 모습을 보임.
- 최혜림(타악기)
- 리혁철(드럼) : 예전 왕재산예술단 연주자.

### 가수
데뷔공연 무대에 오른 가수는 김옥주, 리류경, 김향미, 김성심, 김주향, 송영, 리수경, 김청, 유봉미 이상 9명이었다. 모란봉중창조 출신의 경험많은 가수와 신예 가수들을 적절히 조합시킨 진용이었다.
- 김주향 : 예전 왕재산예술단, 은하수관현악단 가수. 대한민국 걸그룹의 이른바 센터 자리와는 개념이 조금 다르긴 하지만 모란봉악단의 가수들 센터에 정수향이 보통 자리잡듯 청봉악단의 중심에는 일반적으로 김주향이 위치하고 있다. 김주향은 2000년 5월 평양학생소년예술단의 일원으로 서울을 방문하여 예술의전당 오페라극장 공연에서 노래를 하기도 하였는데[15] 당시 김주향의 나이는 8살이었다.
- 송영 : 은하수관현악단 시절의 리설주를 연상하게 하는 저음의 카리스마를 때로 보여주기도 하며 폭넓은 그리고 호소력짙은 가창력의 가수로 청봉악단의 새로운 스타로 자리매김하고 있다.
- 리수경 : 예전 공훈국가합창단 가수. 리수경은 2015년 10월 평양 데뷔공연의 2부에서 하이넥 홀터 드레스(High-Neck Halter Dress)를 입고 등장하여 〈오! 스잔나〉와 〈시골의 경마〉로 이어지는 무대에서 화려한 제스처로 많은 사람들의 시선을 끌었다.[16]
- 김청
- 리류경 : 예전 은하수관현악단의 모란봉중창조 가수. 2015년 8월 ~ 2016년 5월 공연 참여.
- 김향미 : 예전 은하수관현악단의 모란봉중창조 가수.
- 김성심 : 예전 은하수관현악단의 모란봉중창조 가수.  2015년 8월 ~ 2016년 1월 공연 참여, 이후 모습을 보이지 않다가 2017년 7월 27일 공연에 다시 참여.
- 한성심 : 2016년 5월 공연에 참여하였다.
- 로경미 : 2016년 8월부터 공연 참여.
- 유봉미 : 2015년 8월 ~ 2016년 2월 청봉악단 참여. 이후 청봉악단을 떠나 2016년 5월 공연부터 모란봉악단의 가수로 무대에 오름.
- 김옥주 : 예전 은하수관현악단의 모란봉중창조 가수. 민요에서 러시아 팝 음악까지 다채로운 가창력을 보여주는 중견 가수이자 청봉악단의 실질적인 보컬 리더. 2015년 8월 ~ 2016년 1월 공연 참여, 이후 모습을 보이지 않다가 2017년 7월 청봉악단 공연에서 다시 무대에 올랐다. 2017년 9 ~ 12월 모란봉악단의 원산·함흥·신의주·강계·안주·남포·사리원 지방공연에서 '륙군소좌'의 계급장을 달고 모란봉악단 가수로 공연에 참여함.

## 공연 목록

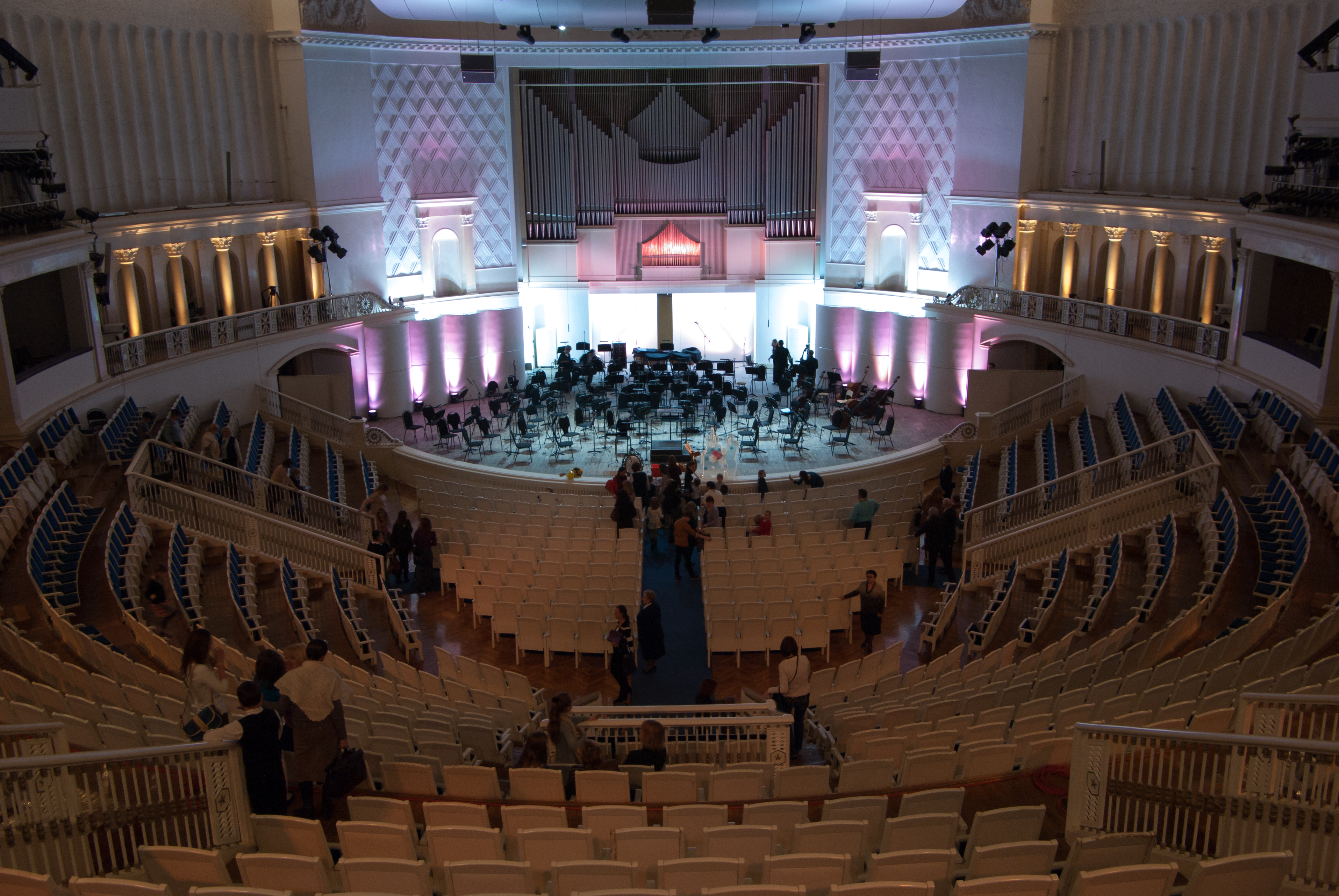
2015년 8월 청봉악단의 첫 공연이 있었던 모스크바 차이코프스키 음악당

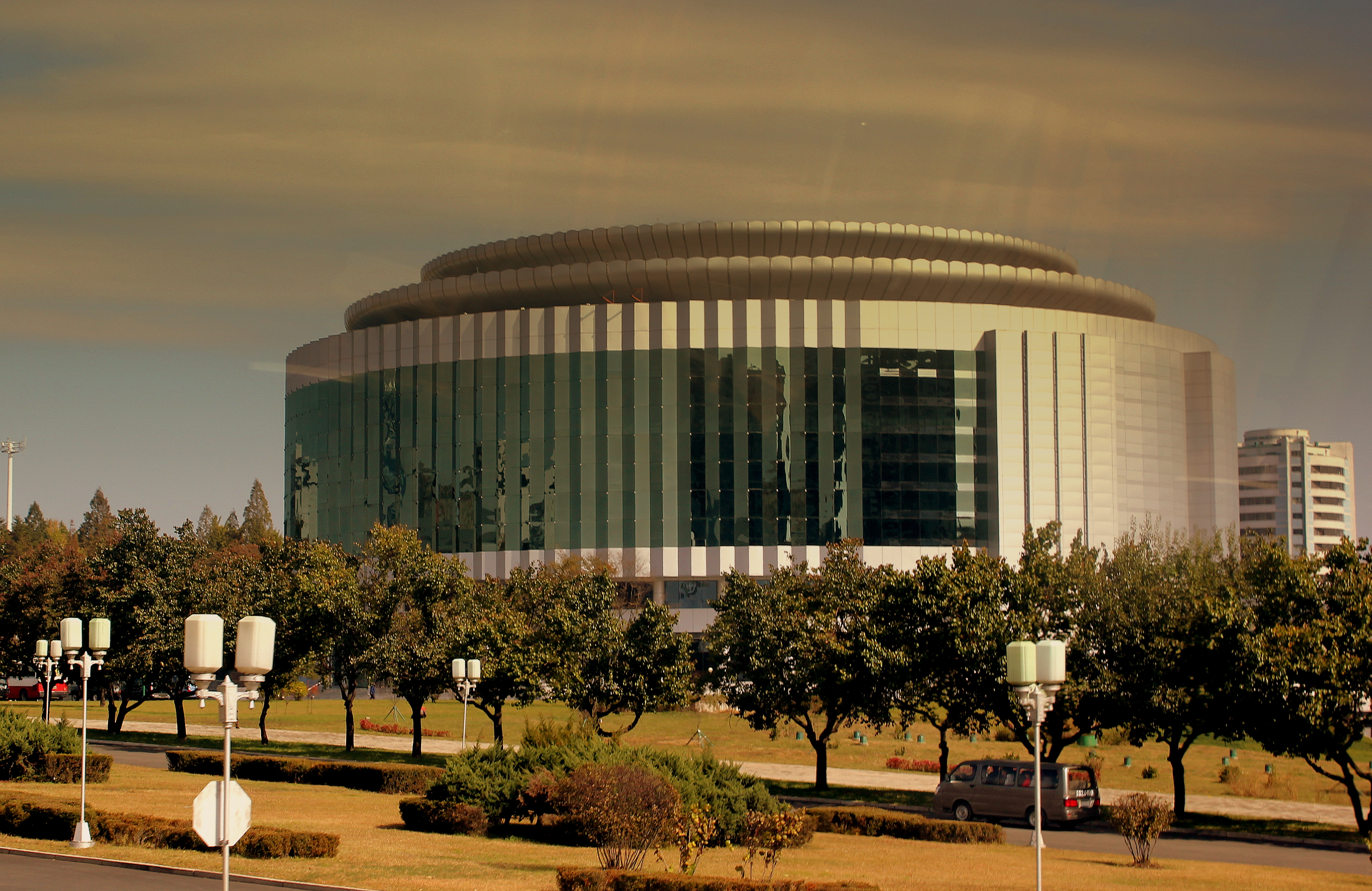
2015년 10월 청봉악단이 평양에서 첫 공연을 가진 인민극장

### 2015년
- 2015년 8월 31일(러시아 모스크바의 차이코프스키 음악당) ~ 9월 1일(모스크바 모스크비치 문화센터) : 첫 무대는 공훈국가합창단과 러시아에서의 합동공연이었다. 이 당시 악단 연주자들은 아직 포함되지 않았고 가수들만 공연에 참여하였다. 청봉악단의 가수들은 많은 노래들을 부르지는 않았지만, 6-70년대의 소비에트 연방 시절 팝 음악인 〈처녀는 서있네〉(Стоят девчонки), 〈처녀들은 왜 미남자만 좋아하오〉(Зачем вы, девочки, красивых любите) 등을 러시아어를 곁들여 부른 것으로 알려졌다.
- 2015년 10월 11일 ~ 18일(인민극장) : 노동당 창건 70주년 경축 공연이며 평양에서의 첫 무대, 사실상 데뷔 공연이었다. 무대 우측에 4명의 현악기 연주자, 좌측에 피아노·베이스·기타 연주자, 중앙 우측에 바얀, 중앙 좌측에 3명의 금관악기 연주자 그리고 뒤에는 드럼과 타악기 연주자가 각각 위치하였으며, 9명의 가수들은 드레스 차림으로 무대에 등장하여 첫곡 〈당을 노래하노라〉로 공연을 시작하였다. 
1,2부로 나뉜 90분간의 공연에서 가장 클라이막스 부분은 아이러니하게도 미국의 작곡가 스티븐 포스터의 〈오! 스잔나〉(Oh, Susanna), 〈시골의 경마〉(Camptown Races)로 이어지는 무대였다.[16] 김옥주·김성심·송영 트리오의 비장하고 슬픈 〈전쟁의 3년간〉 노래가 끝나자 바이올린 연주자들이 무대 전면으로 진출해 여성 가수들의 가벼운 댄스와 함께 〈오! 스잔나〉의 전주를 연주하였는데, 〈전쟁의 3년간〉으로 무겁게 가라앉았던 무대 분위기는 일순 바뀌며 김옥주·김성심·송영·리수경·유봉미·김주향·리류경 일곱 가수가 꾸미는 무대는 그 날 공연에서 가장 활기차고 흥겨운 시간들이었다. 이후 캐나다 미국의 포크송과 러시아 팝 메들리로 계속 이어지며 20여 분 동안 당과 혁명이념으로부터 벗어나 가장 자유스러운 무대가 되었다. 
한편 조선중앙통신은 구체적인 날짜를 밝히지 않고 김정은 리설주 부부가 모란봉악단의 공연과 청봉악단의 공연을 관람하였다고 10월 19일 각기 보도하였는데 실제 관람 일자는 10월 18일로 추정되며 10월 18일 청봉악단의 공연은 김정은·리설주 부부와 모란봉악단의 단원 그리고 공훈국가합창단의 단원들이 모두 함께 관람하였다. 또한 당시 김정은·리설주 부부는 모란봉악단 그리고 공훈국가합창단의 단원들과 인민극장의 현관 홀에서 각기 기념사진을 찍었다.

### 2016년

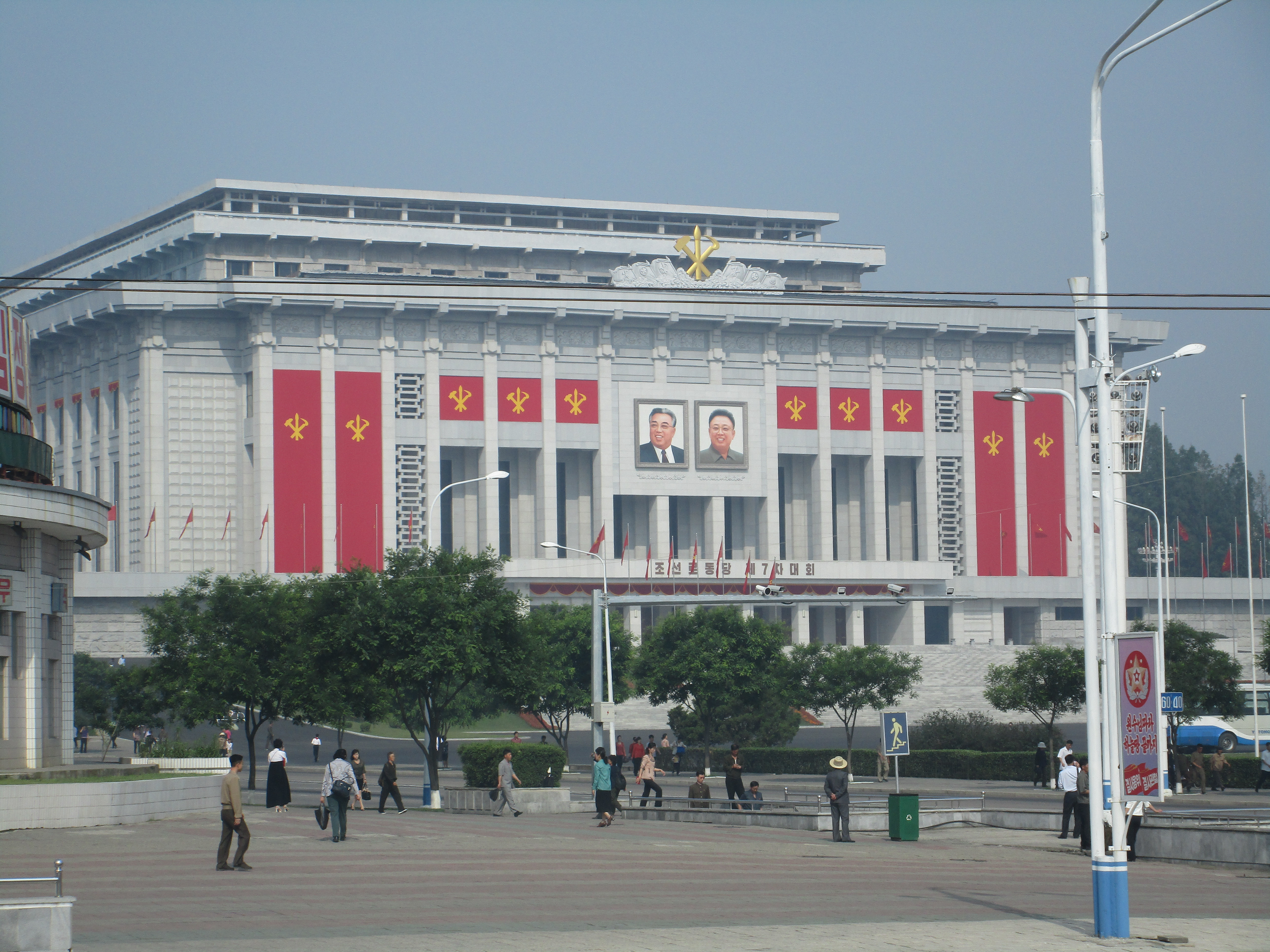
2016년 8월 청봉악단의 공연이 있었던 평양시의 4.25 문화회관

- 2016년 1월 1일 ~ 5일(인민문화궁전) : 신년경축공연.
- 2016년 2월 16일(봉화예술극장) : 광명성절 경축공연.
- 2016년 5월 11일(류경 정주영체육관) : 노동당 제7차대회 경축 모란봉악단, 청봉악단, 공훈국가합창단 합동공연. 청봉악단의 가수들은 이제까지의 긴 드레스가 아닌 짙은 녹색 바탕에 금색으로 액센트를 준 제복 상의와 모란봉악단처럼 짧은 검정 스커트를 입고 무대에 오름.
- 2016년 8월 29일 ~ 9월 2일(4.25문화회관) : 사회주의청년동맹 제9차대회 참가자들을 위한 공훈국가합창단과의 합동축하공연.

### 2017년
- 2017년 7월 9일 ~ 12일(류경 정주영체육관) : 대륙간탄도로케트 화성-14형 시험발사성공 축하공연(모란봉악단, 청봉악단, 공훈국가합창단, 왕재산예술단 합동공연). 청봉악단의 연주자들은 빠지고 가수들만 공연에 참여함.
- 2017년 7월 27일(류경 정주영체육관) : 조국해방전쟁승리 64주년 경축 예술공연. 공훈국가합창단, 왕재산예술단과의 합동공연. 청봉악단의 특징인 금관악기 파트는 황승철, 김철준같은 은하수관현악단 시절의 경험많은 연주자들이 공훈국가합창단으로 떠나고 새로운 젊은 연주자들로 급속하게 대치되었다. 또한 이 공연에서는 신디사이저 연주자와 남성 베이스 연주자가 새로 모습을 보였다.
- 2017년 9월 9일(인민극장) : 수소탄시험의 완전성공에 기여한 핵과학자, 기술자들을 위한 축하공연(공훈국가합창단과의 합동공연). 전체 공연실황은 TV로 공개되지 않음.

### 2018년

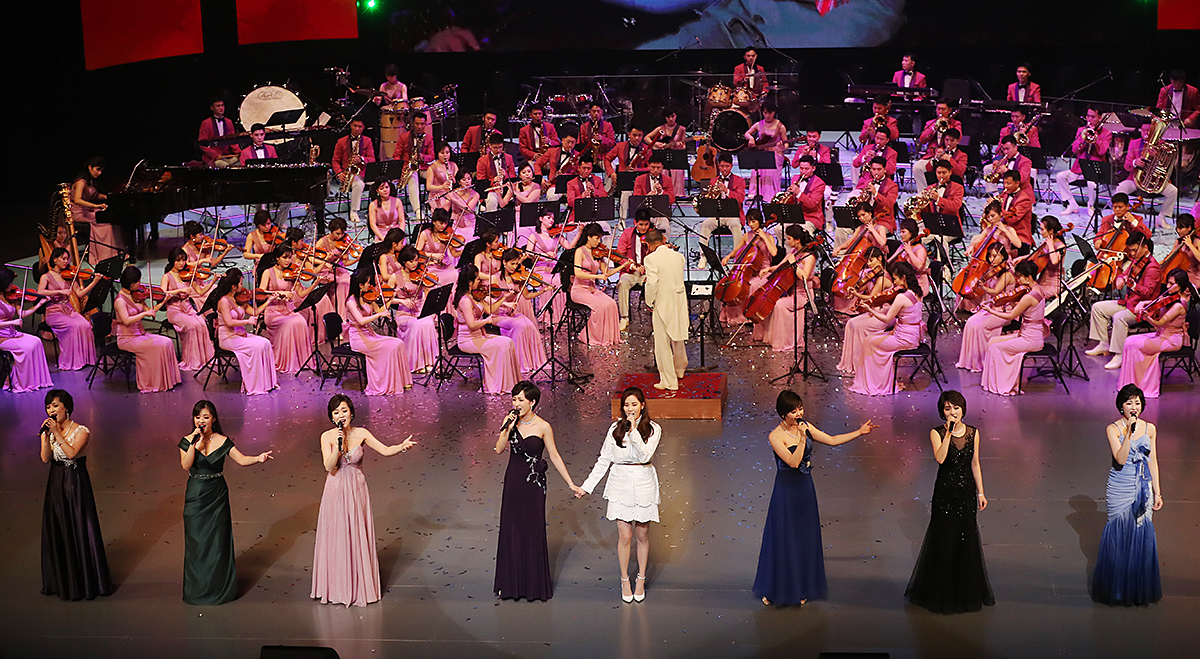
2018년 2월 11일 서울 국립극장에서 노래하는 청봉악단의 가수들과 소녀시대 서현

- 2018년 2월 8일 (강원도 강릉아트센터), 2월 11일(서울 국립중앙극장),  2월 16일 (평양 만수대예술극장) : 청봉악단의 가수들과 일부 연주자들은 삼지연 관현악단의 일원으로 "평창동계올림픽·패럴림픽 성공 기원 특별공연"에 참여하였다. 강릉과 서울에서 축하 공연을 하였으며, 2월 12일 북측으로 돌아가서 2월 16일 평양 귀환 공연을 가졌는데 최룡해 당중앙위원회 부위원장을 비롯한 당중앙위원회 간부들과 예술부문 일꾼들, 창작가, 예술인들이 이 공연을 관람하였다고 조선중앙통신은 보도하였다. 공연은 남측 공연 내용 그대로 한 것으로 보이며, 남측 노래 또한 무대에 올려졌다고 조선중앙통신은 전했다.[17]

† 2018년 1월 삼지연관현악단이 새롭게 모습을 보인 이후 청봉악단의 가수들과 연주자들은 삼지연관현악단의 공연에 참여를 하고 있었으며 또한 2018년 4월 27일 판문점 남측 구역 평화의 집에서 열린 2018년 4월 남북정상회담 환영만찬 공연에서 청봉악단의 제1바이올린 김수명은 북측 공연자로 나섰는데 청봉악단이 아닌 삼지연관현악단 소속으로 보도되었다. 이로써 청봉악단은 사실상 해체되어 삼지연관현악단으로 통합된 것이 아닐까 하는 의견들이 설득력을 얻고 있다.

## 같이 보기
- 공훈국가합창단
- 왕재산예술단
- 보천보전자악단
- 은하수관현악단
- 모란봉악단
- 삼지연관현악단
- 국무위원회연주단